# بطولة الغابون الوطنية 2011–12
بطولة الغابون الوطنية 2011–12 هو موسم من بطولة الغابون الوطنية. أشرف على تنظيمه اتحاد الغابون لكرة القدم، وكان عدد الأندية المشاركة فيه 14، وفاز فيه سي إف مونانا.